# بحر قزوين
بَحَر قَزْوِينْ أو بحر الخَزَر (باللاتينية: Mare Caspium) هو بحر مغلق يقع في غرب آسيا على مساحة تبلغ 371,000 كيلو متر مربع وهو أكبر بحر مغلق في العالم، يبلغ طول بحر قزوين 1,200 كيلو متر بعرض يصل لـ 300 كيلو متر، ويبلغ أقصى عمق له 1023 م، وتطل على بحر قزوين خمسة دول هي روسيا وإيران وأذربيجان وتركمانستان وكازاخستان.

## التاريخ

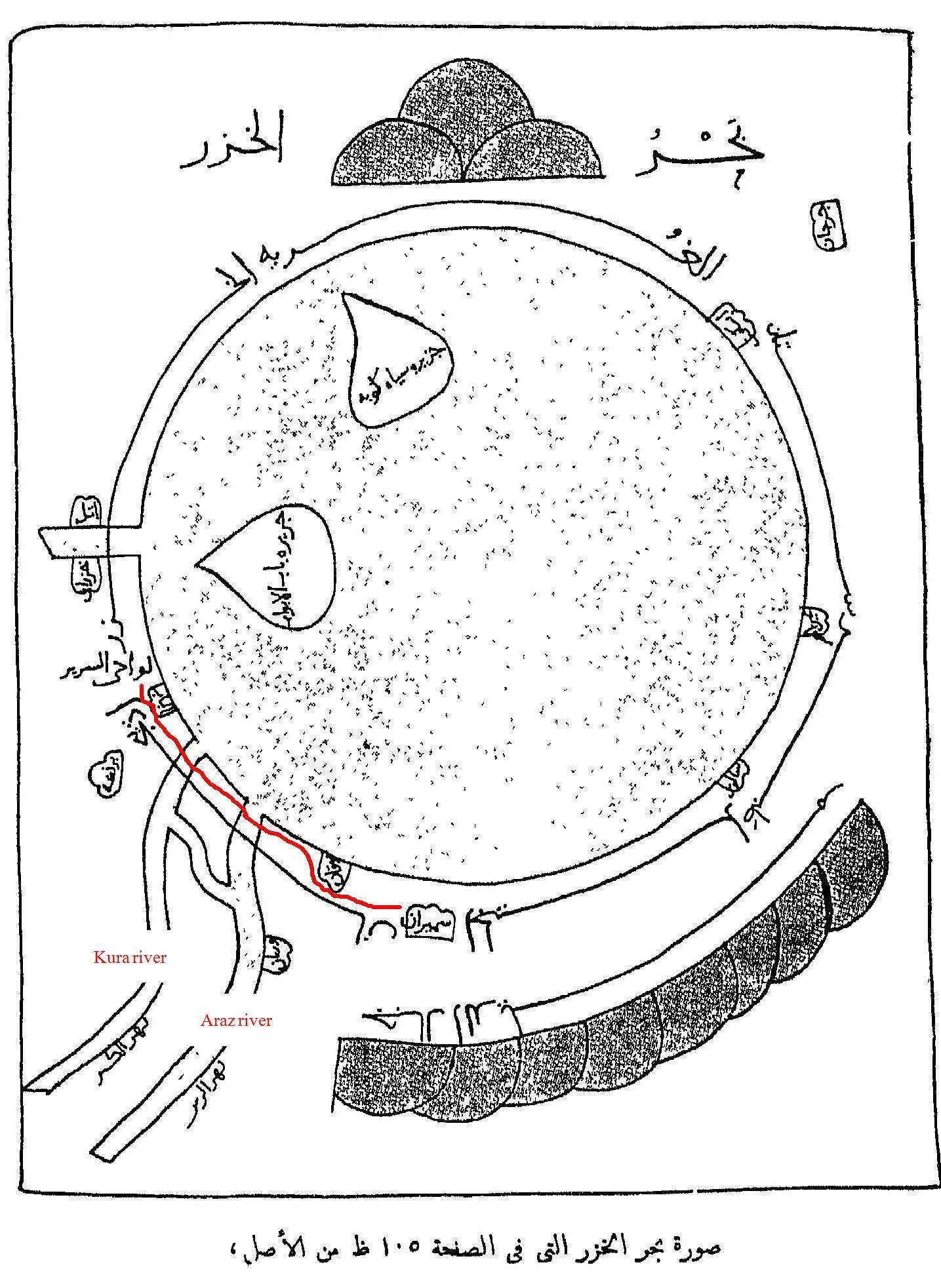
خريطة ابن حوقل لبحر الخزر وما يسمى اليوم ببحر قزوين.

سكن على جوانب بحر قزوين القزوينيون ومنهم عروة القزويني الذي ذاع صيته هناك. عرف بحر قزوين أيضاً في القرون الوسطى باسم بحر الخزر نسبة لمملكة الخزر اليهودية التي قامت على شواطئه الشمالية بين القرن السابع والقرن العاشر الميلادي.

## الجغرافيا

بحر قزوين في إيران

يعد بحر قزوين أضخم بحر مغلق على وجه الأرض [بطول 1,200 كم وعرض 300 كم] وعلى مستوى أكثر انخفاضاً من مستوى المحيط بـ 28 متراً، وهو محاط بعدة دول هي روسيا من الشمال والشمال الغربي وأذربيجان من الغرب وإيران من الجنوب وتركمانستان وكازاخستان من الشرق ويتَّصل ببحر آزوف عن طريق قناة مانيتش. والمدن التي تَطُل عليه هي: أستراخان في روسيا وباكو عاصمة الجمهورية الأذرية وآستارا وبندرأنزلي في إيران وأكاتو في كازاخستان وتركمانباشي في جمهورية تركمانستان.
ويعاني بحر قزوين من تقلّص مساحته باستمرار بسبب التبخر وانخفاض كمية ماء الأنهار التي تصب فيه وأكبرها نهر الفولجا. ففي أقل من نصف قرن تقلصت مساحته من 424.300 إلى 371.000 كيلو متر مربع حتى استقرت مساحته حالياً عند 360.000 كيلومتر مربع، ويصل متوسط عمقه إلى 184 متراً، أما أعمق نقطة فيه فتصل إلى 980 متراً. وتقدر كمية مائه ب 76 ألف كيلومتر مكعب على وجه التقريب.

## الأنهار التي تصب في بحر قزوين
أهمها وأكبرها هو نهر الفولغا الذي يأتي من روسيا وهو المصدر الرئيسي لمياه البحر، ومن أنهار بحر قزوين نهر تيريك القادم من روسيا أيضاً، ونهر أترك ونهر الأورال الذي يأتي من كازاخستان، ونهر كورا القادم من جمهورية أذربيجان والنهر الأبيض أو سفيد رود كما يلفظ بالفارسية وهو يأتي من إيران. تشكل مصبات هذه الأنهار المكان الطبيعي الذي يستخدمه سمك الكافيار لوضع بيوضه ويشكل نهر الفولغا في روسيا والنهر الأبيض أو سفيد رود في إيران أهم نهرين في هذا المجال وذلك لإتساعهما عند مصبهما في البحر.

## الخصائص

ستينكا رازين لفاسيلي سوريكوف

يتدرج عمق البحر من 10 أمتار على السواحل الشمالية الروسية ليصل من 180 متراً إلى 788 متراً في الأجزاء الوسطى منه ويزداد العمق إلى 960 متراً في جنوبه قرب الساحل الإيراني ويبلغ أقصى عمق مسجل 1023 متراً في جنوبه. يعد موطناً لحوالي 78 نوعًا من الأسماك، ويختص هذا البحر بأنواع معينة ينحصر وجودها في البحر والأنهار التي تصب فيه ومنها سمك الكافيار المرغوب والذي تشكل البيوض التي تستخرج من إناثه مادة الكافيار التي تعد من أغلى وأغنى المواد الغذائية في العالم.

## النفط والغاز
حقل تنجيز ثاني أكبر حقول النفط بالعالم يقع بمستنقعات الشاطئ الشمال شرقية للبحر في كازاخستان. وحقول الغاز على سواحل تركمانستان حول مدينة تركمانباشي (كراسنوفودسك سابقاً) على الساحل الشرقي للبحر.

## تقسيم المياه الإقليمية لبحر القزوين
نظراً لثراء بحر قزوين بالنفط والغاز الطبيعي فقد تصارعت الدول الخمس المطلة عليه لتقاسمه، حتى تم الاتفاق بين الدول على معاهدة الوضع القانوني لبحر قزوين سنة 2018 بعد أكثر من 20 عامًا من المداولات.

## جزر بحر قزوين

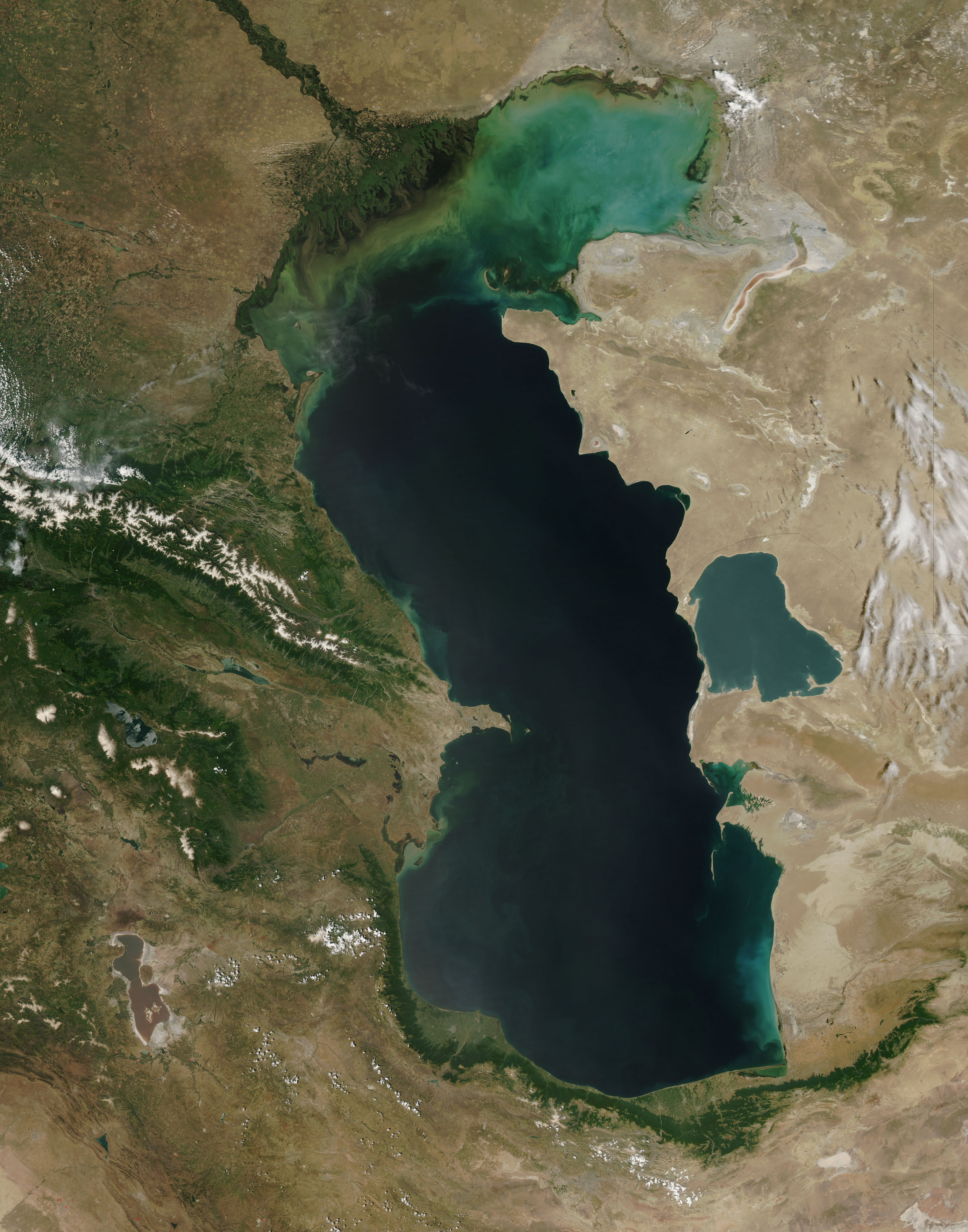
بحر قزوين كما يبدو من الفضاء

يوجد في بحر قزوين عدد كبير من الجزر معظمها غير مأهول، أما الجزر المأهولة فمنها جزيرة بولا قرب الساحل الأذري وتحتوي على احتياطيات كبيرة من النفط، وجزيرة بيرالاهي والتي كانت من أوائل الأماكن التي اكتشف فيها النفط في أذربيجان وتختزن الجزيرة احتياطيات كبيرة، وجزيرة نارغين وهي أكبر جزيرة مقابل الساحل الأذري وتحتوي على أنواع كثيرة من الطيور. وتوجد جزيرة واحدة مقابل الساحل الإيراني جنوب شرق البحر تسمى آشورادة وتتبع محافظة گلستان في إيران، (يلفظ الحرف الأول من كلمة گلستان كالجيم في اللهجة المصرية).

## انخفاض مستوى الماء
ويقول رئيس منظمة البيئة في الجمهورية الإسلامية: "إن منسوب المياه في بحر الخزر في إنخفاض ذلك لأن الدول المجاورة أغلقت مداخل أنهارها إلى البحر". وبحسب تقرير وكالة أنباء ايسنا أن علي سلاجقه أضاف قائلا: " أن منسوب المياه في هذه البحيرة في حالة انخفاض عقب إغلاق مداخل بحر الخزر من طرف الدول المجاورة وخاصة نهر الفولغا"، وصرح: " أنه استناداً إلى بعض الإحصائيات والمعلومات فإن بحر مازندران قد انحسر بنحو متر واحد خلال السنوات الخمس الماضية، وفي حال استمرت هذه الظروف فإن بحر الشمال الإيراني سينحسر بمعدل 20 سنتيمترا سنويا"، ويعتقد هؤلاء الخبراء أن عوامل مثل تزايد استهلاك المياه، وتخزين المياه لمحطات الطاقة وكذلك قلة هطول الأمطار دفعت بـ روسيا إلى منع تدفق مياه هذه الأنهار إلى بحر مازندران.
مع الإعلان عن خطر تناقص مياه بحر الخزر والتحذير من عملية الانخفاض والتصدع في إيران من قبل المنظمات الحكومية يقول الخبراء إنه مع تدهور أحوال البيئة الإيرانية في فترة إبراهيم رئيسي أصبحت البلاد على وشك التصدع والإنهيار الأرضي والاجتماعي. أعلنت وكالة الأنباء الإيرانية الرسمية (إيرنا) في 11 سبتمبر 2023 نقلاً عن منظمة التخطيط في البلاد أن معدل التصدع والإنهيار في إيران يزيد 5 أضعاف معدل الإنهيار والتصدع المعتاد في العالم، وقد وصل الآن إلى مرحلة خطيرة. وبحسب تقرير وكالة أنباء ايرنا أن منظمة التخطيط أكدت أيضا وأعلنت أنه في حالة استمرار هذا الاتجاه في العقود المقبلة، فإن منطقة بحر قزوين سوف تعاني أيضاً من مصير بحيرة أورميا، كما أكدت هذه المنظمة الحكومية أيضا أن الغبار الناعم في محافظات شمال البلاد ناشئٌ عن هذه المشاكل نفسها.

## الاقتصاد
تتمتع دول منطقة بحر قزوين، وتحديدًا أذربيجان وكازاخستان وتركمانستان، باقتصادات قائمة على الموارد الطبيعية عالية القيمة، إذ يشكل النفط والغاز أكثر من 10% من ناتجها المحلي الإجمالي، ويشكلان 40% من صادراتها. تعتمد جميع اقتصادات دول منطقة بحر قزوين على هذا النوع من الثروات المعدنية بدرجة كبيرة. وقد تأثرت أسواق الطاقة العالمية بأذربيجان وكازاخستان بعد اكتسابهما لأهمية إستراتيجية في هذا المجال، مما جذب أكبر حصة من الاستثمارات الأجنبية المباشرة.
تعد جميع هذه الدول غنية بالطاقة الشمسية والقدرة التسخيرية، وتتمتع بأعلى معدل للهطولات المطرية في الجبال الغربية، وهو أقل بكثير من جبال أوروبا الوسطى. تتميز هذه المنطقة بغناها بمصادر الطاقة الكهرومائية.
تملك إيران إمكانيات عالية في مجال الطاقة المولدة من الوقود الأحفوري. وتبلغ احتياطياتها من النفط الخام 137.5 مليار برميل، وهو ما يجعلها تحتل المرتبة الرابعة عالميًا، وهي تنتج نحو أربعة ملايين برميل يوميًا. تقدر احتياطيات الغاز الطبيعي في إيران بنحو 988.4 تريليون قدم مكعب، أي ما يشكل نحو 16% من الاحتياطيات العالمية، وهو ما يجعلها لاعبًا أساسيًا في النماذج الحالية لأمن الطاقة العالمي.
احتل اقتصاد روسيا المرتبة الثانية عشرة من حيث الناتج المحلي الإجمالي الاسمي، والمرتبة السادسة من حيث تعادل القوة الشرائية في عام 2015. تعد موارد روسيا الواسعة في مجال المعادن والطاقة الاحتياطات الأكبر من نوعها في العالم، وهو ما يجعلها ثاني أكبر منتج للنفط والغاز الطبيعي على الصعيد العالمي.
ضافرت الدول المطلة على بحر قزوين جهودها لتطوير البنية التحتية والسياحة والتجارة في المنطقة. انعقد المنتدى الاقتصادي لبحر قزوين بنسخته الأولى في تركمانستان بتاريخ 12 أغسطس عام 2019، وضم ممثلين عن كازاخستان وروسيا وأذربيجان وإيران وتركمانستان نفسها. استضاف المنتدى عدة اجتماعات لوزراء الاقتصاد والنقل في تلك الدول.
عملت دول بحر قزوين على تطوير تعاون وثيق في مجال التقانة والمجال الرقمي، وذلك كجزء من مركز قزوين الرقمي. يساعد هذا المشروع في توسيع قدرات نقل البيانات في كازاخستان، فضلًا عن قدرات نقل البيانات بين آسيا وأوروبا. وقد أثار المشروع اهتمام المستثمرين من جميع أنحاء العالم، بما في ذلك المملكة المتحدة.

### النفط والغاز
تعد منطقة بحر قزوين أحد الموردين الهامين، ولكن غير الرئيسيين، للنفط الخام في الأسواق العالمية خلال الوقت الحاضر، وذلك استنادًا على تقديرات شركة بي بّي أموكو وإدارة معلومات الطاقة الأمريكية التابعة لوزارة الطاقة الأمريكية. بلغ إنتاج المنطقة ما يتراوح من 1.4 إلى 1.5 مليون برميل في اليوم الواحد خلال عام 2001، وذلك مع احتساب سوائل الغاز الطبيعي، وهو ما يعادل 1.9% من إجمالي الإنتاج العالمي. هناك أكثر من اثنتي عشرة دولة تنتج كميات أكبر من هذا الرقم. كان إنتاج منطقة بحر قزوين أعلى من ذلك، ولكنه انخفض خلال وعقب انهيار الاتحاد السوفيتي. انتجت كازاخستان 55% من إجمالي النفط المنتج بين هذه الدول، في حين شكل إنتاج أذربيجان نحو 20%.
كان خليج بيبي هیبت الواقع بالقرب من مدينة باكو في أذربيجان موقع إنشاء أولى الآبار المغمورة (البحرية) والآبار المحفورة بصورة آلية في العالم. في عام 1873، بدأت عملية التنمية والتنقيب عن النفط في عدد من أكبر الحقول المعروفة في العالم آنذاك. كانت هذه الحقول تقع في شبه جزيرة أبشرون بالقرب من قرى بالاخانلي، وصابونتشي، ورامانا، وبيبي هيبات. بلغ إجمالي الاحتياطيات القابلة للاستخراج أكثر من 500 مليون طن. وتجاوز عدد آبار النفط في باكو 3,000 بئر بحلول عام 1900. وكان 2,000 بئر منها تنتج النفط بمستويات صناعية. أضحت باكو معروفةً بلقب «عاصمة الذهب الأسود» بحلول نهاية القرن التاسع عشر، وشهدت المدينة توافد العديد من العمال المهرة وأولي الاختصاص.
غدت باكو مركزًا لصناعة النفط العالمية بحلول مستهل القرن العشرين. صودِرت جميع الممتلكات الخاصة، بما في ذلك آبار النفط والمصانع، حين استولى البلاشفة على أذربيجان في عام 1920. وسرعان ما وقعت صناعة النفط في الجمهورية تحت سيطرة الاتحاد السوفيتي. حقق إنناج أذربيجان السنوي من النفط رقمًا قياسيًا قدره 23.5 مليون طن بحلول عام 1941 - وكان إنتاج منطقة باكو يشكل ما نسبته نحو 72 بالمئة من نفط الاتحاد السوفيتي.
وقِع على «عقد القرن»، الذي أنذر بتنمية حقول النفط في باكو على الصعيد الإقليمي الخارجي في عام 1994. ينقل خط أنابيب باكو-تبليسي-جيهان الكبير النفط الأذري إلى ميناء جيهان التركي الواقع على البحر المتوسط، والذي افتتح في عام 2006.
اكتُشف حقل فلاديمير فيلانوفسكي النفطي في الجزء الروسي من المسطح المائي في عام 2005. أشارت التقارير إلى كونه أكبر حقل يكتشف خلال 25 عامًا. وأعلِن، في شهر أكتوبر من عام 2016، أن شركة لوك أويل ستباشر الإنتاج منه.

## مسائل سياسية
تحتفظ العديد من الجزر الواقعة على طول الساحل الأذري بأهمية جيوسياسية واقتصادية كبيرة بسبب حقول النفط الحدودية المعتمدة على وضعها الوطني. تحتوي كل من جزيرة بولا، وجزيرة بيرالاهي، وجزيرة نارغين (التي لا تزال تستخدم كقاعدة سوفيتية سابقة وهي أكبر جزيرة في خليج باكو)، على احتياطيات نفطية.
سمح انهيار الاتحاد السوفيتي بفتح الأسواق في المنطقة. وأدى ذلك إلى إقبال شركات النفط العالمية على استثمار وتطوير المنطقة على نحو مكثف. علق ديك تشيني على الأمر في عام 1998 قائلًا: «لا يسعني التفكير في وقت برزت فيه منطقة احتلت قدرًا مماثلًا من الأهمية الإستراتيجية كما هو حال القزوين».
يعد اتفاق الدول الساحلية الخمس على خطوط ترسيم دقيقة ومتفق عليها من المشكلات الرئيسية التي تقف عائقًا أمام تعزيز التنمية المحلية. إذ من شأن النزاعات الحالية الناشبة على طول الحدود البحرية لأذربيجان مع تركمانستان وإيران أن تؤثر على التنمية المستقبلية.
هناك حاليًا الكثير من الجدل حول خطوط أنابيب النفط والغاز المقترحة العابرة لبحر قزوين. إذ من شأن هذه المشاريع أن تفتح الأسواق الغربية على إمكانية الوصول السهلة إلى النفط الكازاخي، وربما الغاز الأوزبكي والتركماني أيضًا. أبدت روسيا معارضتها الرسمية للمشروع لأسباب بيئية. ومع ذلك، أشار محللون إلى أن خطوط الأنابيب ستتجاوز روسيا تمامًا، وبالتالي ستحرم البلاد من رسوم العبور القيمة، فضلًا عن تدمير احتكارها الحالي للصادرات الهيدروكربونية المتجهة غربًا، والقادمة من المنطقة. ومؤخرًا، أعربت كل من كازاخستان وتركمانستان عن دعمهما لخط الأنابيب العابر لبحر قزوين.
كشفت برقيات دبلوماسية أمريكية مسربة أن شركة بي بّي تسترت على حادثة تسرب وانفجار في أحد حقول الغاز العاملة الواقعة في منطقة أذري-جيراق-جوناشلي في الجزء الأذري من بحر قزوين في شهر سبتمبر من عام 2008.

## وصلة خارجية
- أسماء بحر قزوين